# Noorderkroon

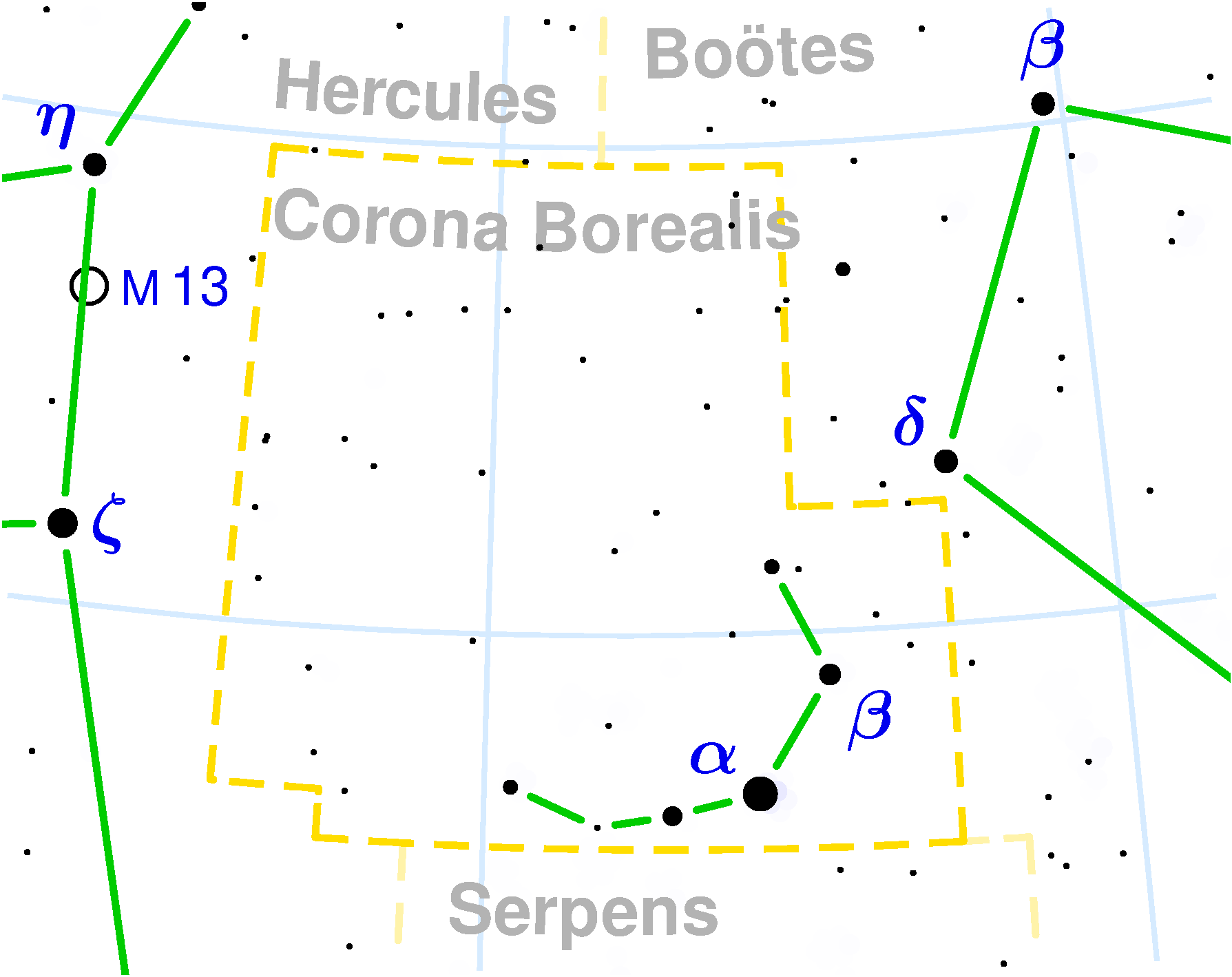
Kaart van het sterrenbeeld Noorderkroon

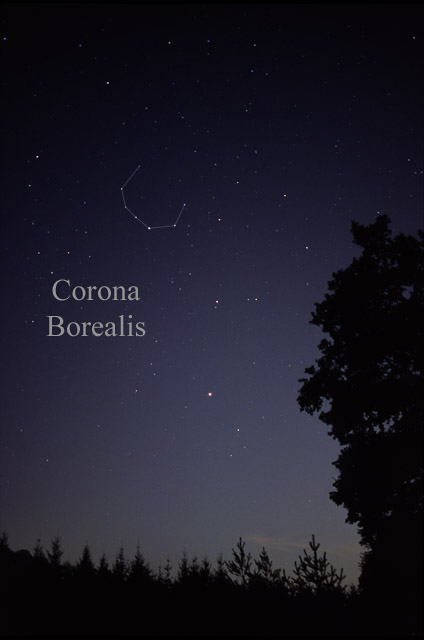
Noorderkroon

Noorderkroon (Corona Borealis, afkorting CrB) is een klein sterrenbeeld aan de noorderhemel, liggende tussen rechte klimming 15u14m en 16u22m en tussen declinatie +26° en +40°.

## Sterren
(in volgorde van afnemende helderheid)
- Alphekka (α, alpha Coronae Borealis), vroeger aangeduid met de Latijnse naam Gemma.
- Nusakan (β, beta Coronae Borealis)
- T Coronae Borealis is een ster die af en toe opvlamt tot magnitude 2, en daarmee helderder wordt dan Alphekka. Deze herhalende (recurrente) nova is normaal maar ongeveer magnitude 10, en het opvlammen gebeurt zeer zelden, er zijn waarnemingen van 1866 en 1946. T CrB is ook bekend als de 'Blaze Star'.

## Bezienswaardigheden
- V Coronae Borealis is een koele koolstofster, en is daarmee een van de roodste sterren in de noordelijke sterrenhemel. V CrB staat op 15:49 / +39°34' (J2000.0).
- In dit sterrenbeeld bevindt zich een groep van sterrenstelsels (Abell 2065) die op een afstand van ca. 800 miljoen lichtjaren staan. Ze zijn met het blote oog niet te zien.

## Sterrenstelsels in Noorderkroon

### New General Catalogue(NGC)
NGC 5924, NGC 5958, NGC 5961, NGC 5974, NGC 6001, NGC 6002, NGC 6016, NGC 6038, NGC 6069, NGC 6076-1, NGC 6076-2, NGC 6077, NGC 6085, NGC 6086, NGC 6089-1, NGC 6089-2, NGC 6092, NGC 6096, NGC 6097, NGC 6102, NGC 6103, NGC 6104, NGC 6105, NGC 6107, NGC 6108, NGC 6109, NGC 6110, NGC 6112, NGC 6114, NGC 6116, NGC 6117, NGC 6119, NGC 6120, NGC 6122, NGC 6126, NGC 6129, NGC 6131, NGC 6137, NGC 6142

### Index Catalogue(IC / I)
Deze extragalactische stelsels, opgenomen in de Index Catalogue, zijn, op twee na, allemaal ontdekt door de Franse astronoom Stephane Javelle. IC 1208 werd ontdekt door S.W. Burnham, IC 4587 door E.E. Barnard.
IC 1138, IC 1166, IC 1208, IC 4539, IC 4546, IC 4547, IC 4548, IC 4568, IC 4569, IC 4570, IC 4572, IC 4574, IC 4580, IC 4581, IC 4582, IC 4587, IC 4590

## Aangrenzende sterrenbeelden
(met de wijzers van de klok mee)
- Ossenhoeder (Boötes)
- Slang (Serpens)
- Hercules